# 台灣卜蜂企業
台灣卜蜂企業股份有限公司（簡稱台灣卜蜂、卜蜂），屬泰國正大集团於台灣的子公司，產品主要以飼料、肉品、肉類加工品為主。

## 重大沿革
- 1977年，泰商卜蜂集團於高雄設立飼料廠成立台灣卜蜂企業股份有限公司。
- 1984年，興建台中飼料廠。
- 1987年，於台灣證券交易所上市（股票代碼：1215）
- 1988年，設立南投屠宰場。
- 1990年，設立食品加工廠。
- 2011年，興建南投調理食品廠及高雄植物性飼料廠。
- 2015年，新建孵化場與養雞場。
- 2017年，於雲林縣斗六市興建人工智慧自動化無添加藥物的飼料廠[2][3]。

## 業務內容
台灣卜蜂主要銷售三種類型產品，2019年主要銷售額來自白肉雞生鮮產品。
1. 飼料
2. 白肉雞生鮮產品
3. 雞肉加工產品

## 爭議
- 台灣卜蜂公司涉嫌彰化縣農田非法傾倒污泥案。[5][6]
- 台灣卜蜂公司計畫在花蓮縣設立養雞場，遭當地反對。[7]

## 外部連結
- 台灣卜蜂企業股份有限公司官網 （页面存档备份，存于）